# Nebulosa Civetta del Sud
ESO 378-1 (chiamata anche Nebulosa Civetta del Sud) è una nebulosa planetaria distante 3500 anni luce nella costellazione dell'Idra, chiamata così perché somigliante all'omonima nebulosa nella costellazione dell'Orsa Maggiore.